# Чарльз Ренні Макінтош
Чарльз Ренні Макінтош (англ. Charles Rennie Mackintosh; 7 червня 1868, Глазго — 10 грудня 1928, Лондон) — засновник стилю модерн у мистецтві Шотландії, архітектор, художник, дизайнер.

## Життєпис
Народився в Глазго. Він був четвертою дитиною з п'яти в родині. По закінченню коледжу у 1877—1884 роках навчався на вечірніх курсах Школи мистецтв у Глазго.
Архітектурні навички опановував під керівництвом архітектора Джона Хатчінсона. З 1889 року працював у креслярній фірмі «Джон Хонеман і Кеппі» в Глазго. З 1904 року став співвласником цієї фірми. Економічна скрута спонукала покинути фірму пізніше і відкрити власну студію. Успіху проєкт не мав і родина почала спеціалізуватися на дизайні текстилю.

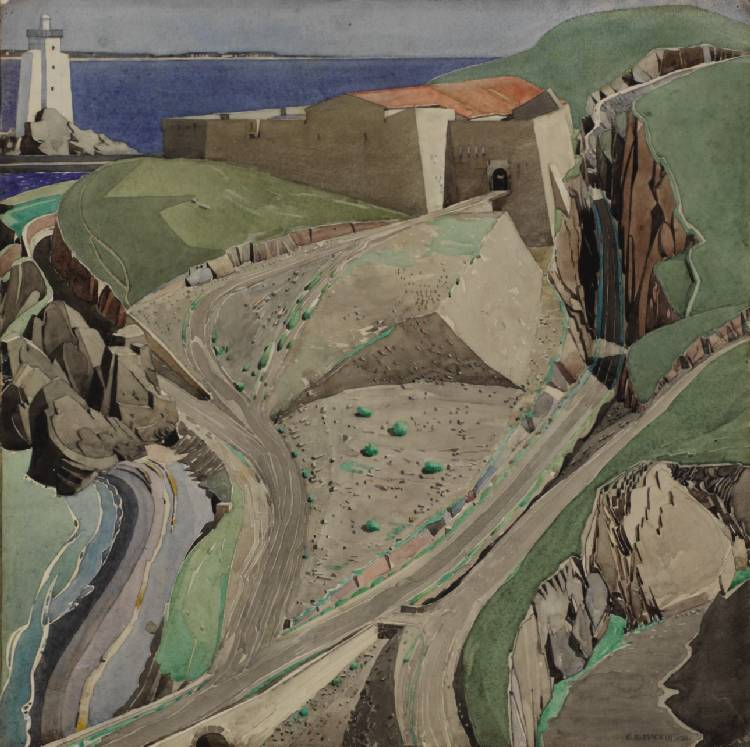
Худ. Ч. Р. Макінтош. Фортеця, бл. 1926 р.

Учасник декількох міжнародних виставок на континенті. Участь у виставці Віденська сецесія у 1900 році принесла майстру міжнародну славу.
У 1900 році взяв шлюб з Маргарет Макдональд, що теж навчалась у Школі мистецтв у Глазго. Разом з дружиною займалися архітектурою. Також вони обставляли готельні номери та приватні особняки, створювали для них меблі за власними ескізами, предмети та елементи декору, візерунки для шпалер та мотиви для художніх робіт, які теж виконували.
Великий вплив на творчу манеру Макінтоша мало японське мистецтво, яке відкрилося світу після закінчення ізоляційної політики Японії. Він захоплювався цим стилем через його стриманість, а не невиправдану демонстрацію накопичення та розкоші, його простих форм, натуральних матеріалів, використання текстури, світла і тіні. Макінтош використовував ці риси не тільки в художніх роботах, але особливо в дизайні меблів та інтер'єрів, де вирішальним для нього була простота та функціональність.
Подружжя працювало над проектуванням та створенням приватних будинків, комерційних будівель, церков, а також виконувало внутрішні ремонтні роботи та оновлення інтер'єрів. Їхні роботи вплинули на європейський дизайн, були популярні в Австрії та Німеччині та отримали визнання після показу на виставці Віденського сецесіону у 1900 році.
У 1925—1927 роках жив на півдні Франції, де був приємний, теплий клімат і дешеве житло. Захворів на рак горла і через це повернувся до Лондону.
В останні роки життя покинув архітектурну практику і зосередився на живописі. Помер у віці 60 років.

### Архітектурні споруди

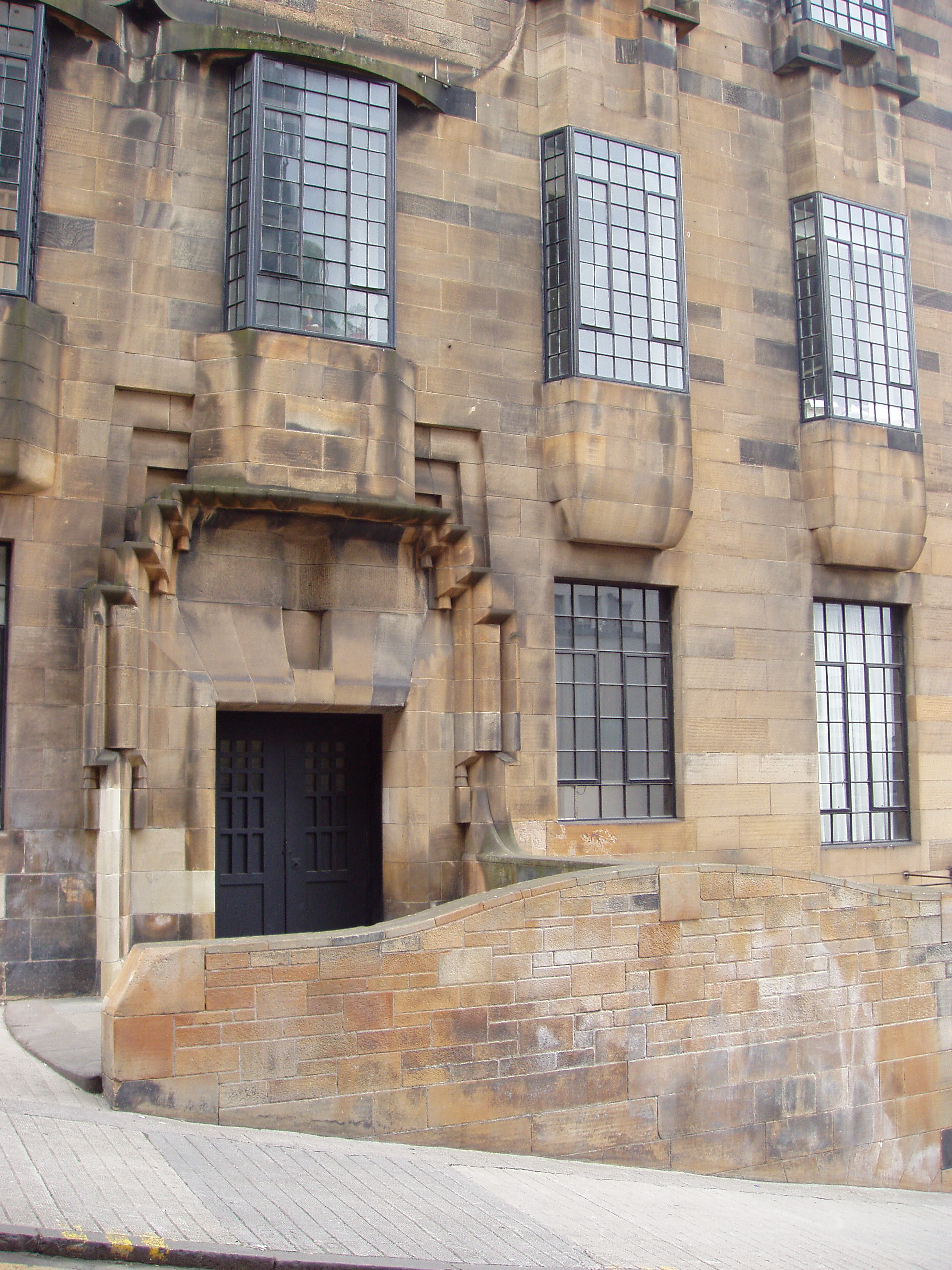
Школа мистецтв, портал, Глазго
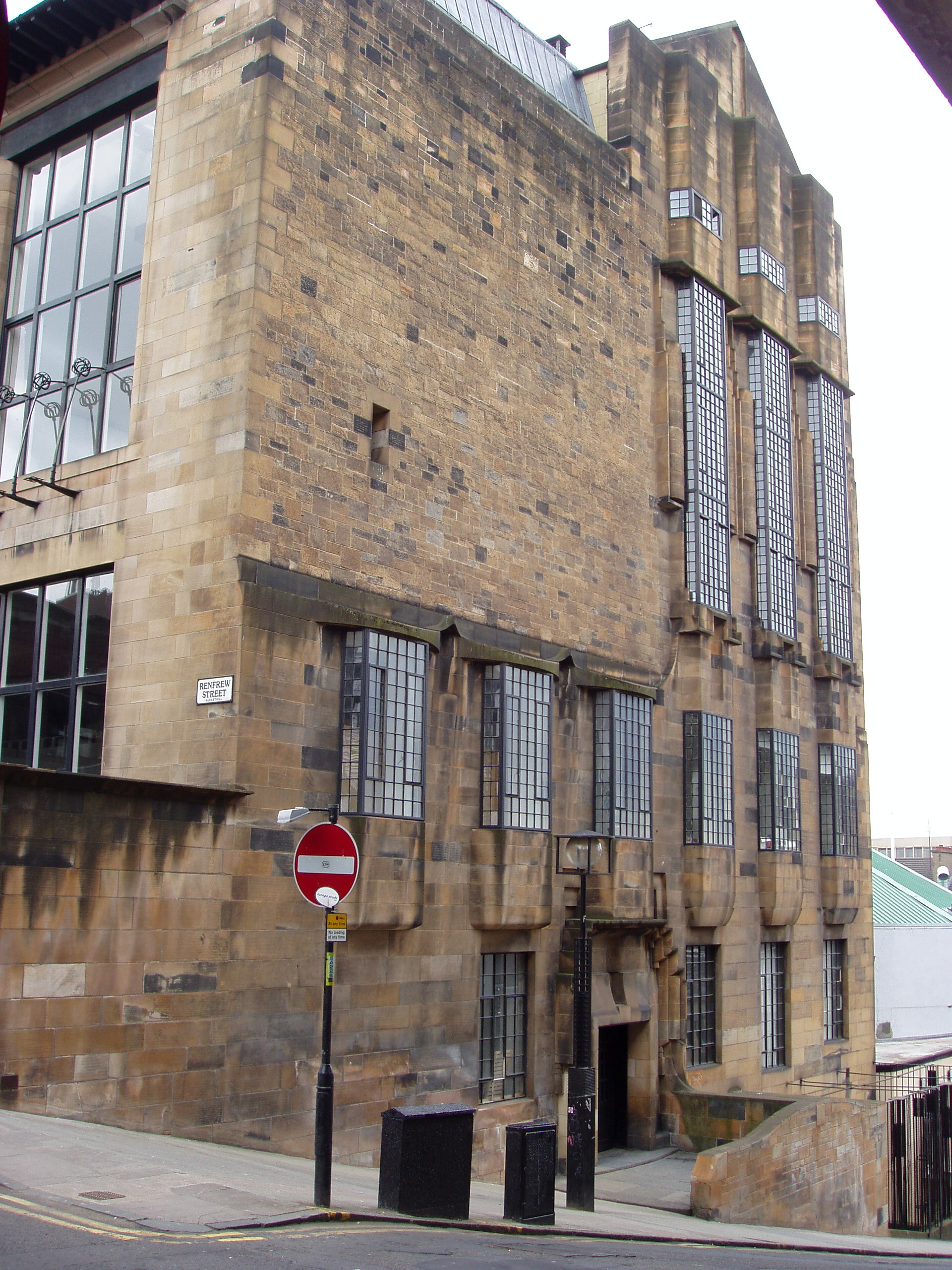
Школа мистецтв, сучасний стан
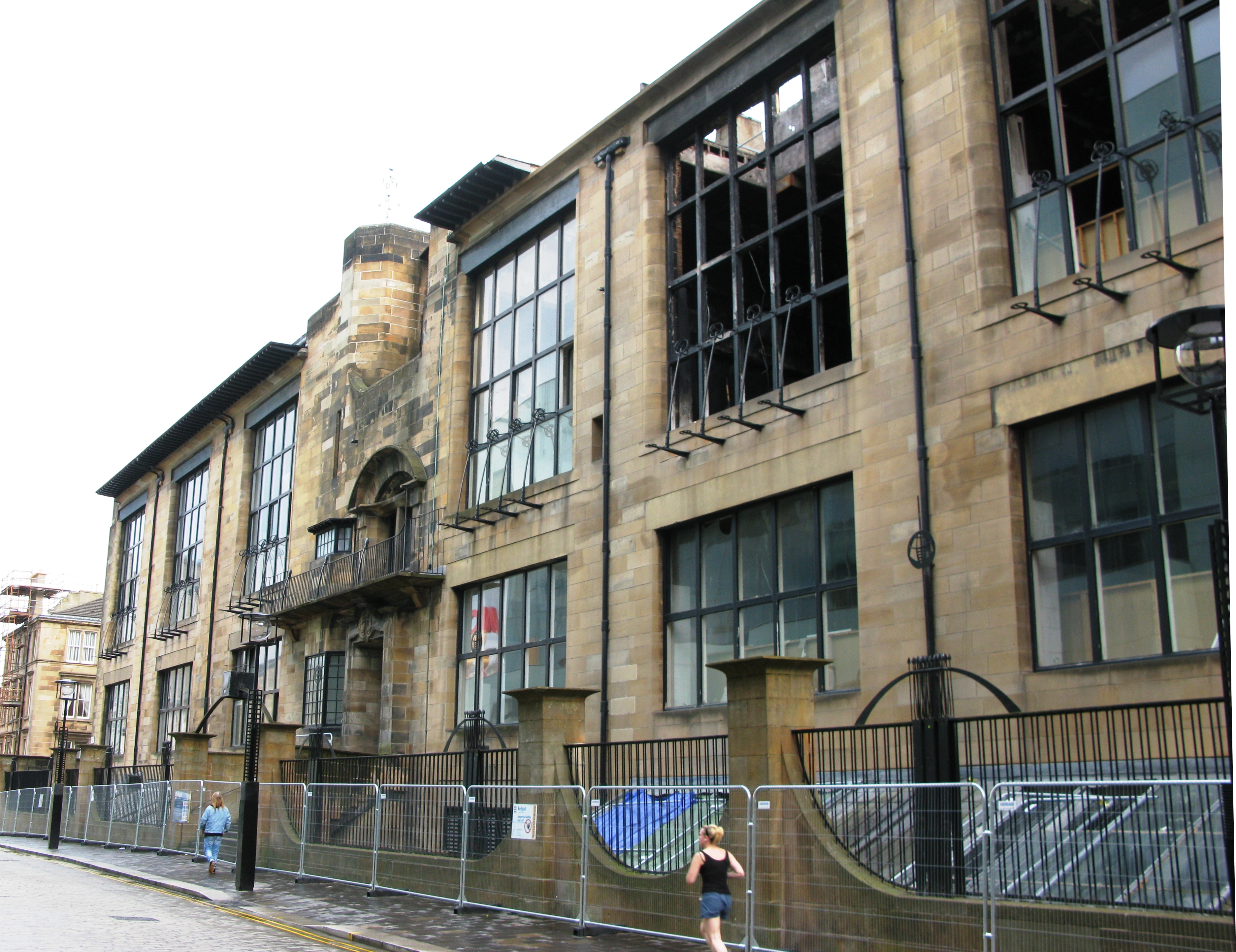
Школа мистецтв, сучасний стан
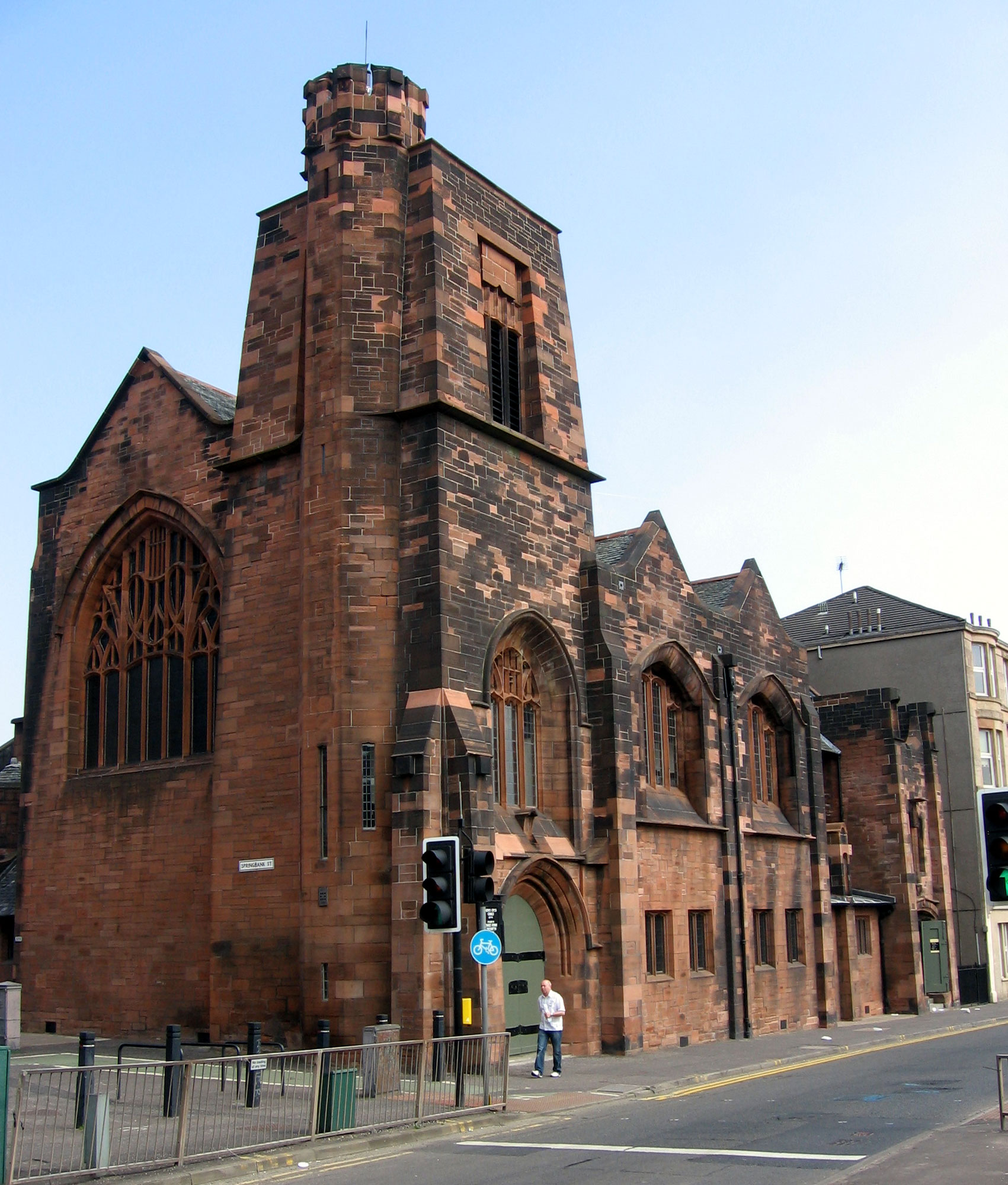
Церква Квін Кросс Чорч, фасади
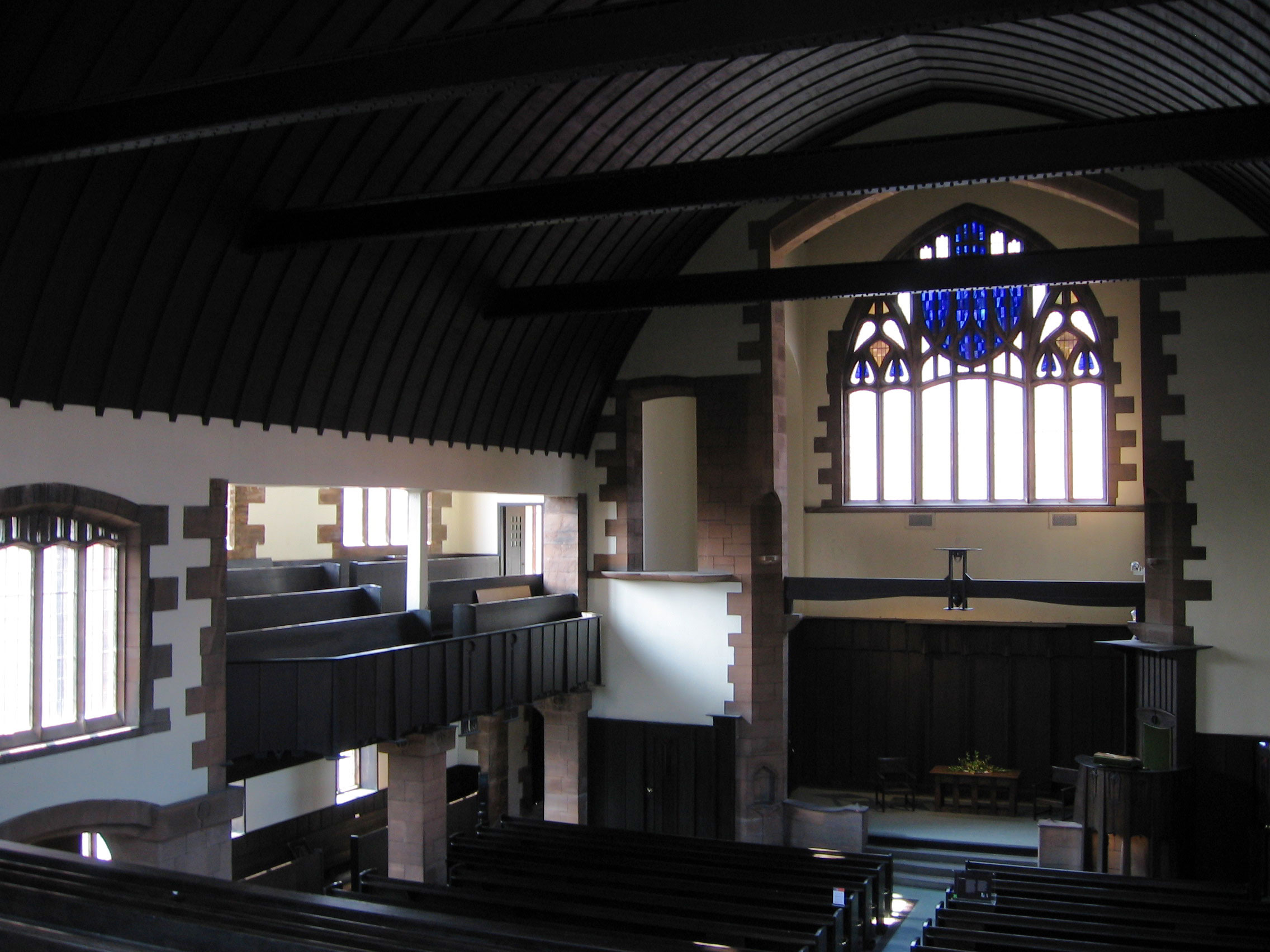
Церква Квін Кросс Чорч, інтер'єр
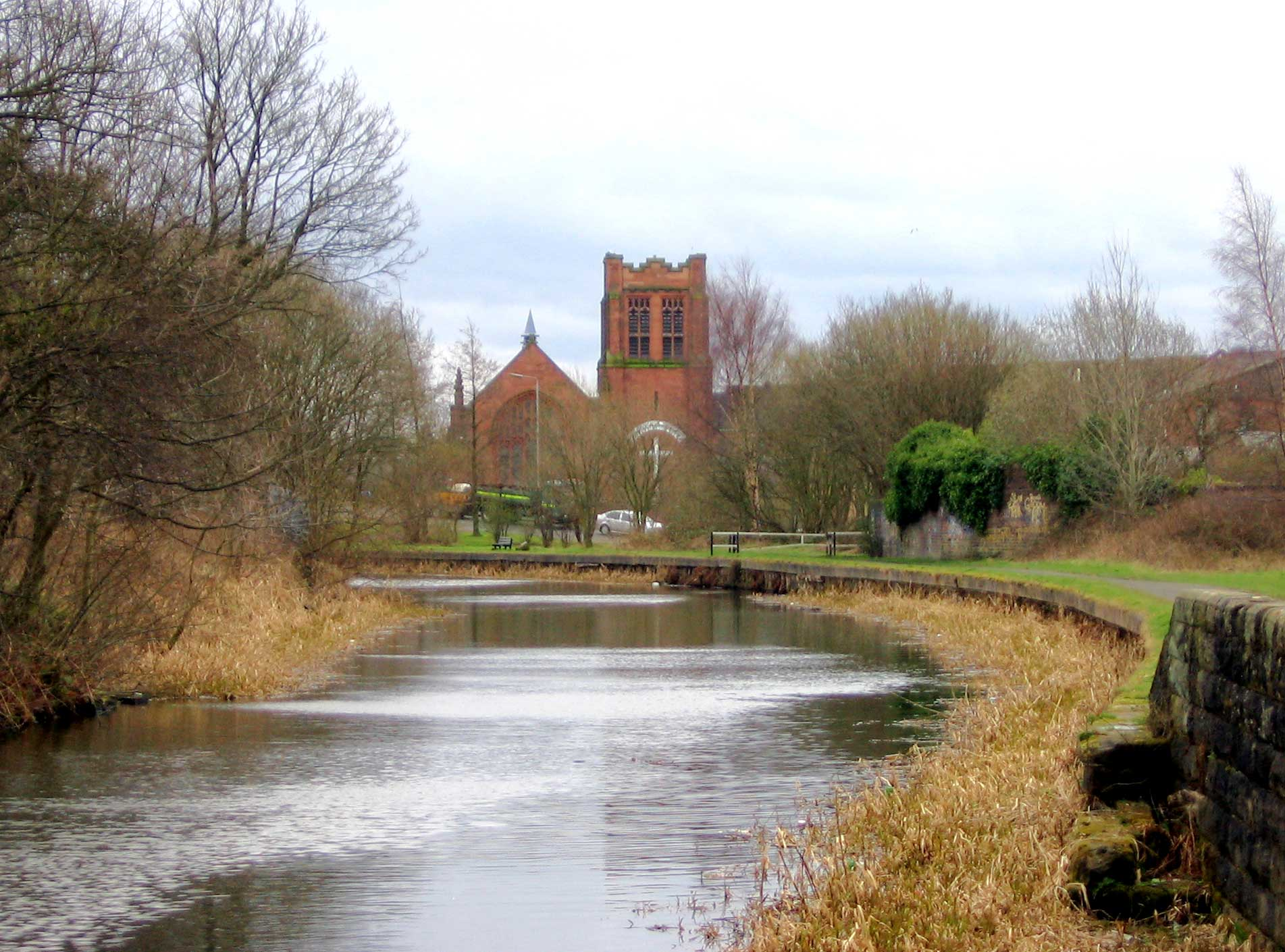
Рахілл Чорч біля каналу
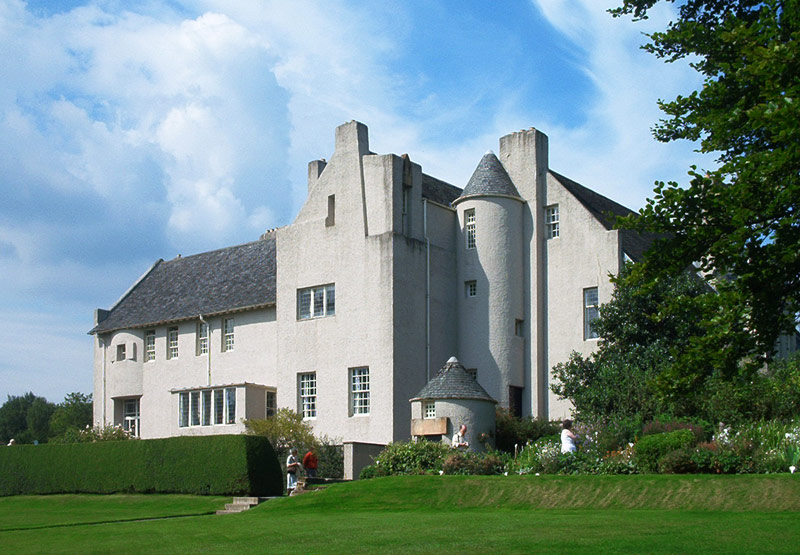
Хілл Хаус, Геленсбург

### Замальовки квітів

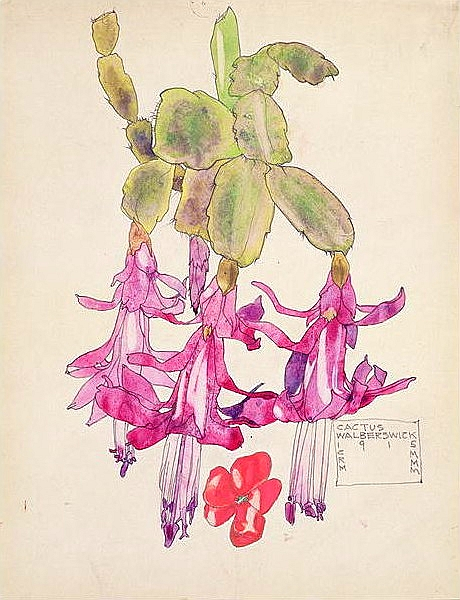
Квіти зігокактусу
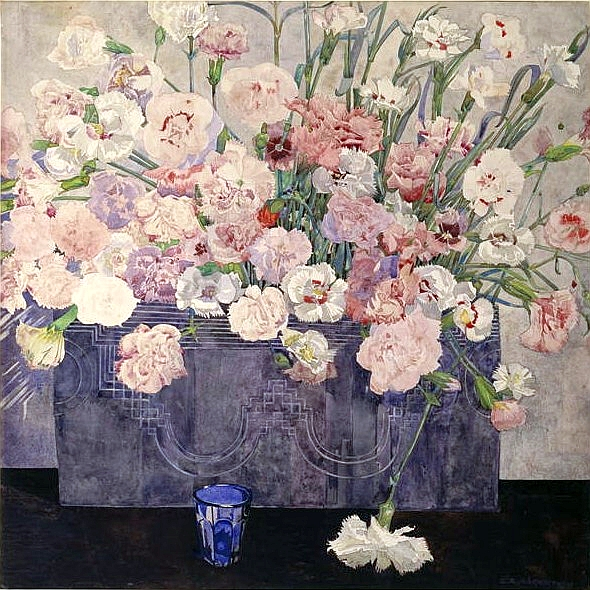
Рожеві гвоздики
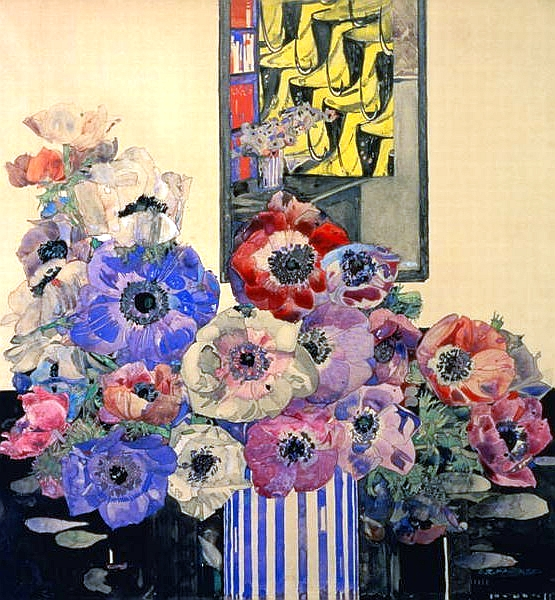
Анемони

### Дизайнерські проєкти

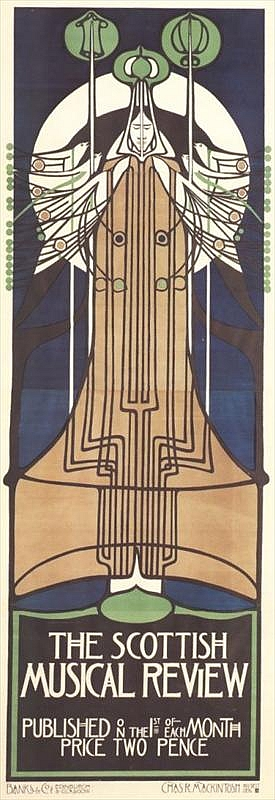
Обкладинка до Шотландського музичного ревю за 2 пенси, 1896 р.
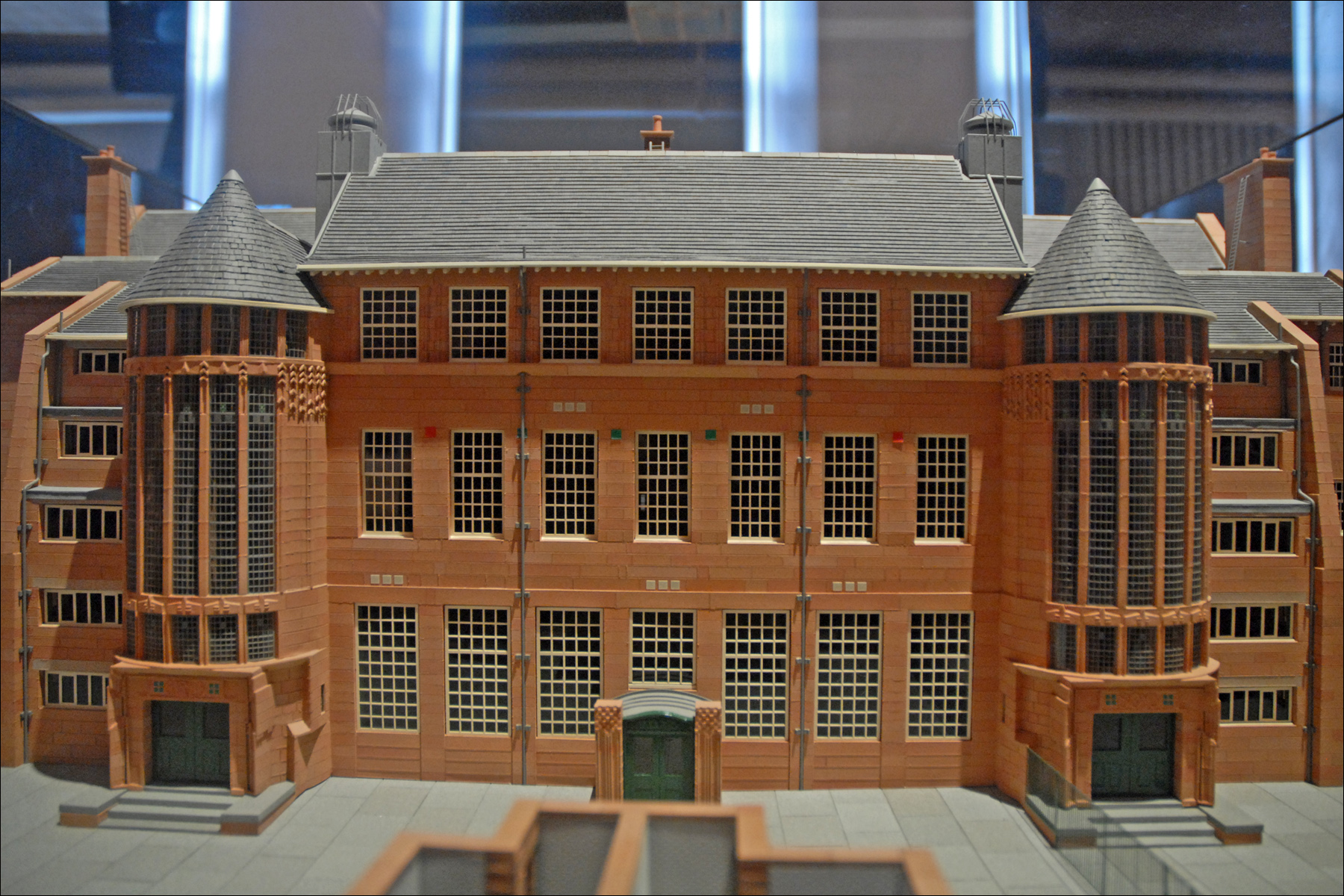
Архітектурна модель, Музей освіти доби вікторіанства.
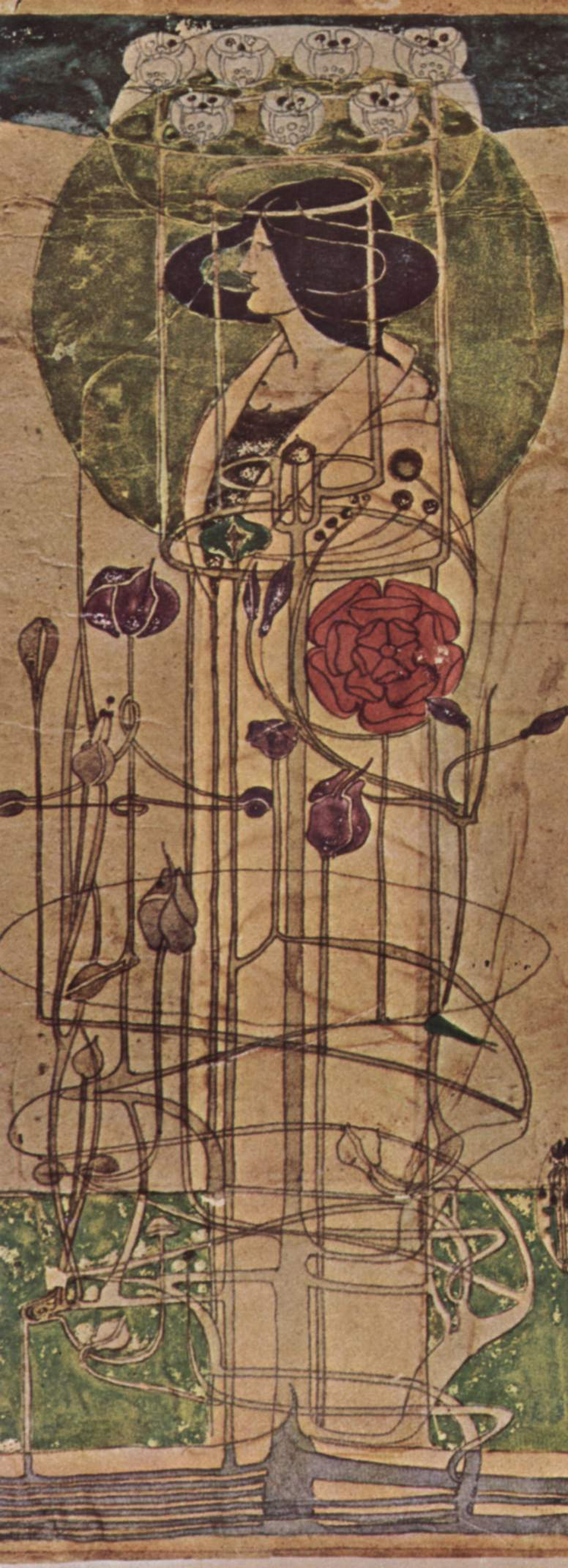

## Меблі

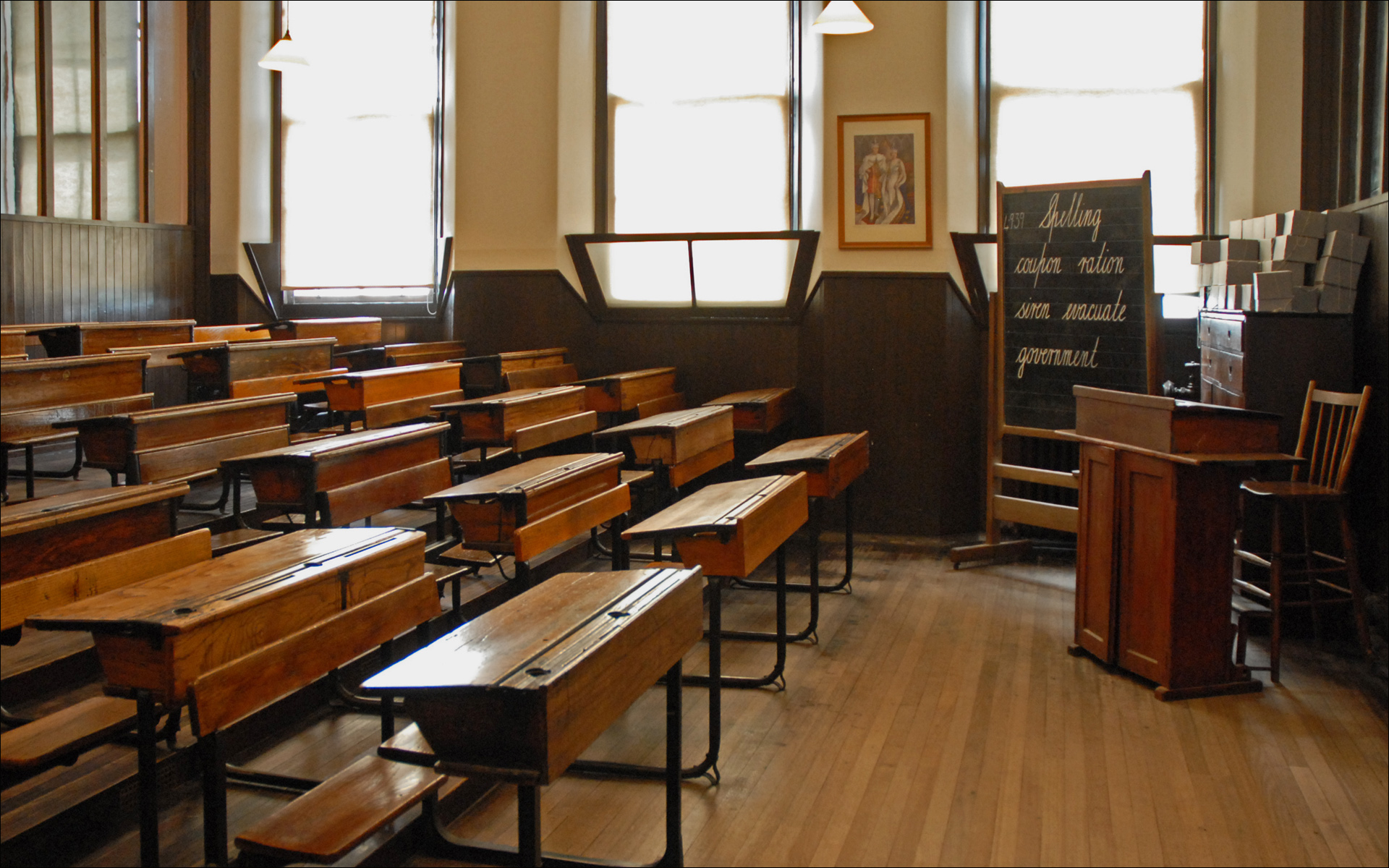
Школа, проєкт Ч. Р. Макінтоша , перетворена на Музей освіти доби вікторіанства, Глазго
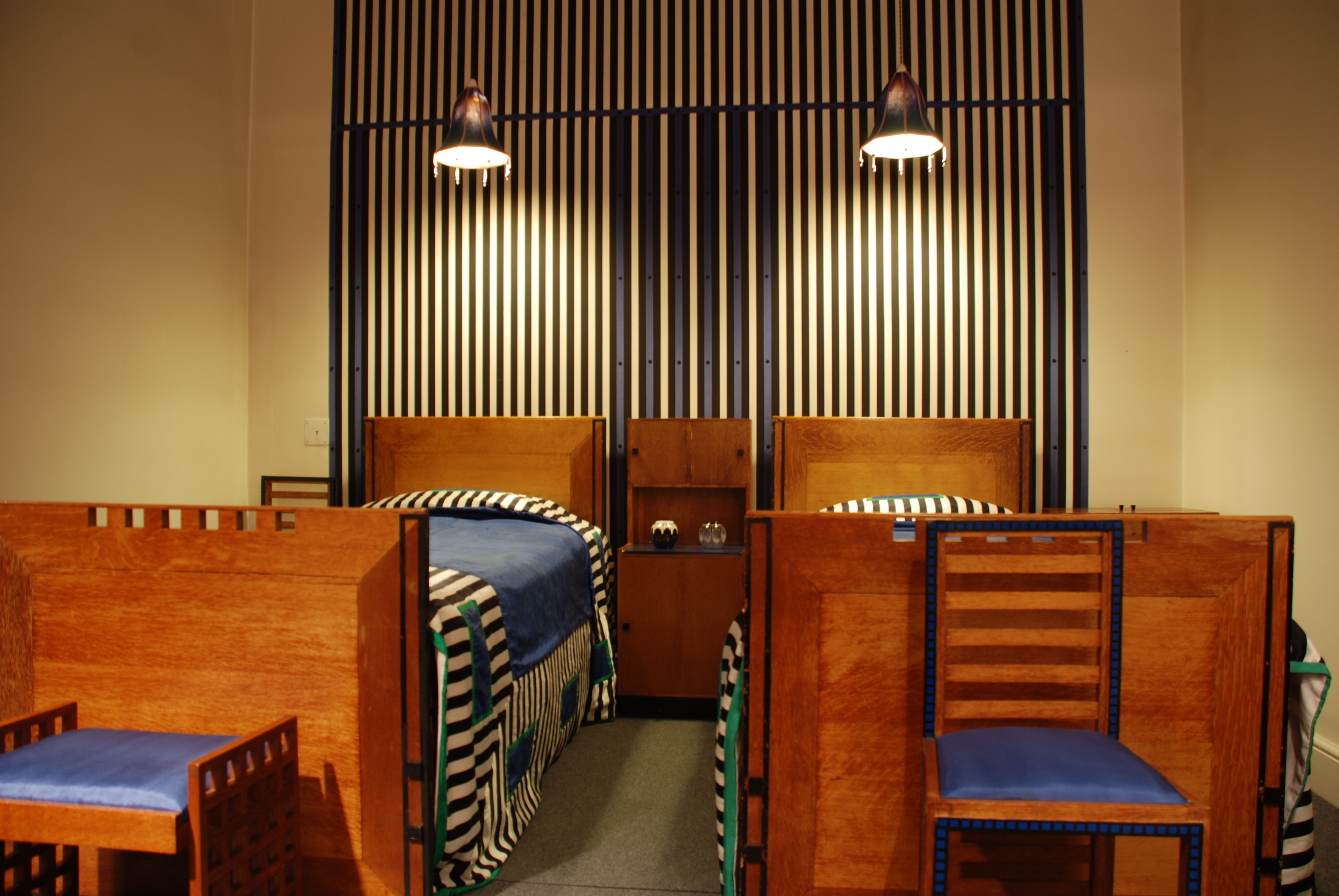
інтер'єр спальні
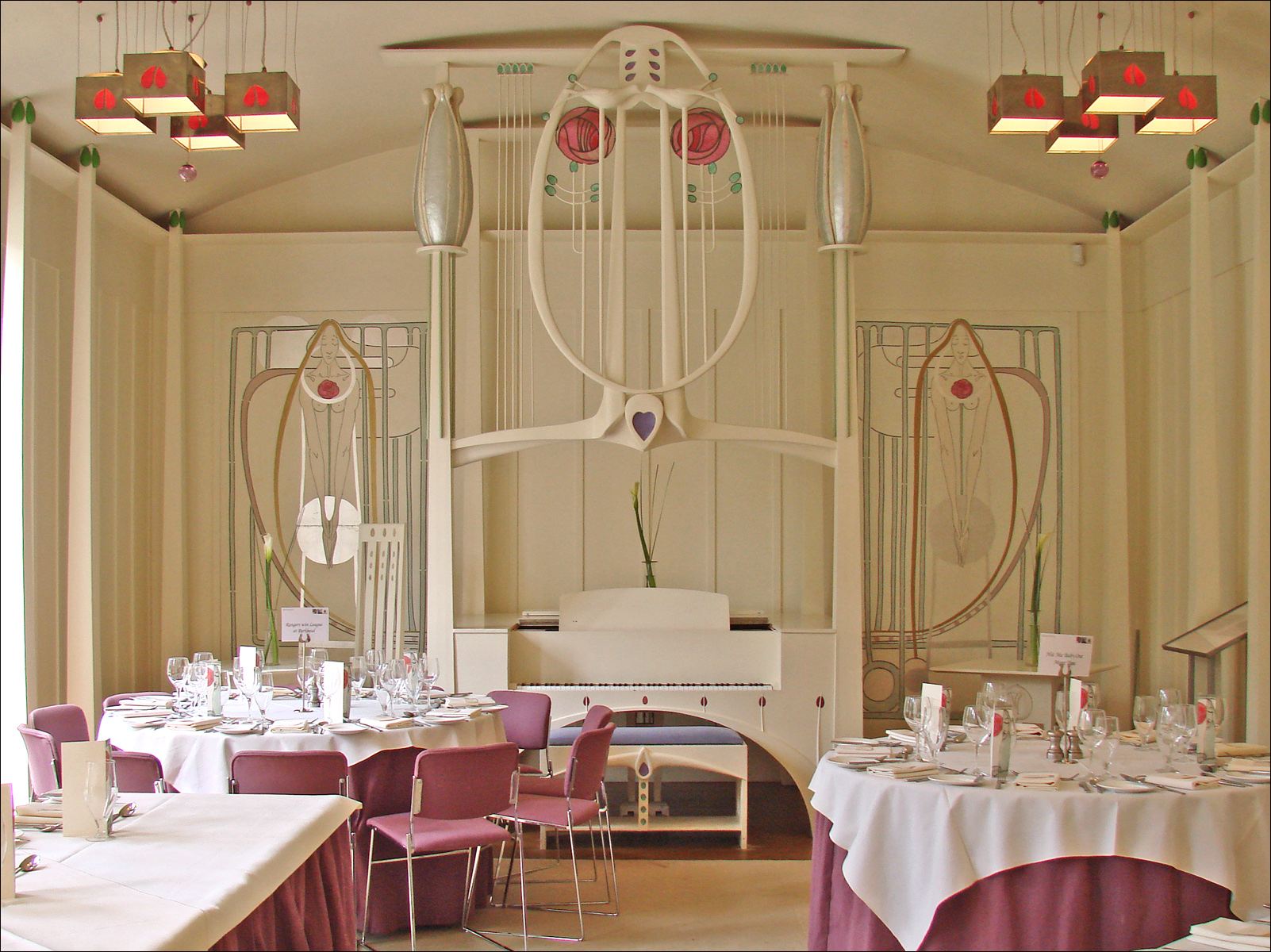
Бенкетна зала інтер'єр,проєкт Ч. Р. Макінтоша. Будинок прихильників мистецтв, Глазго.
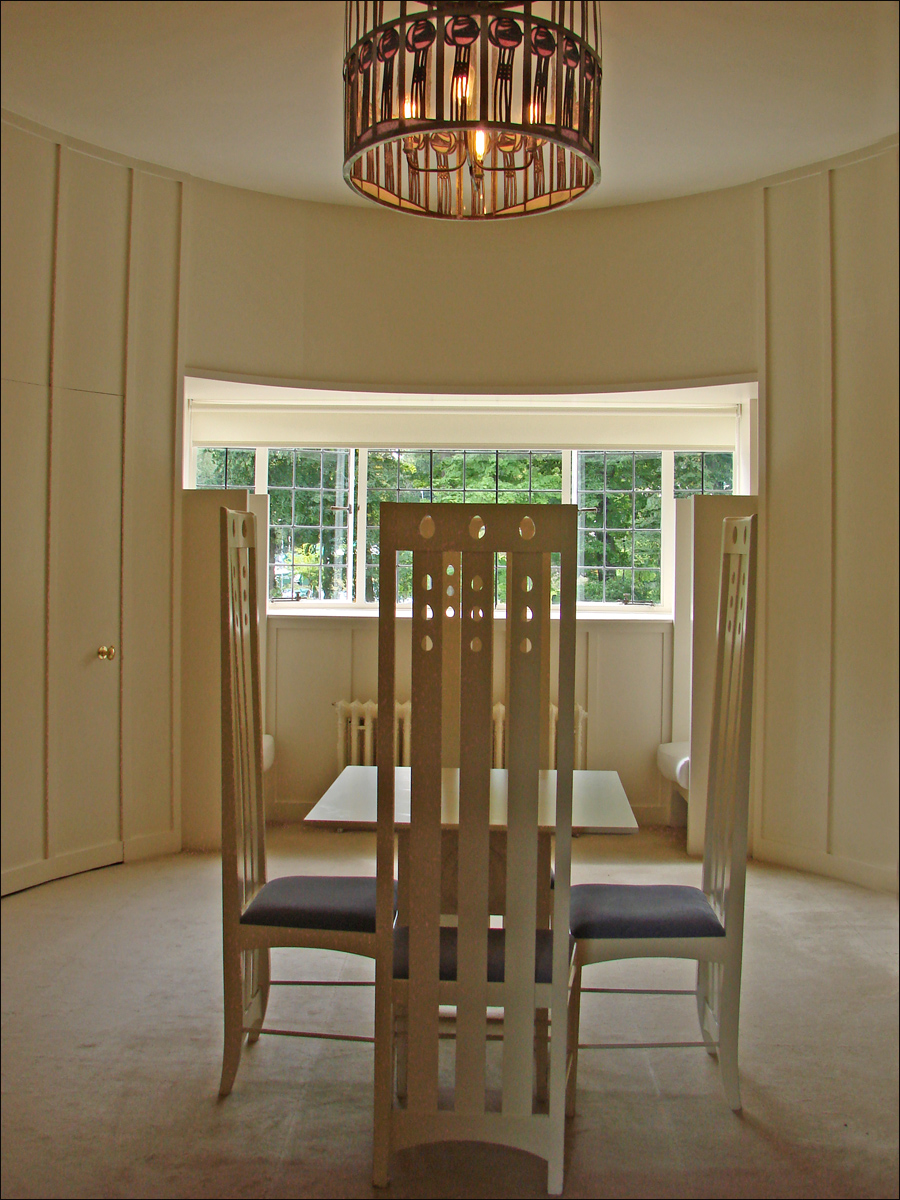
Овальна зала Будинку прихильників мистецтв, Глазго
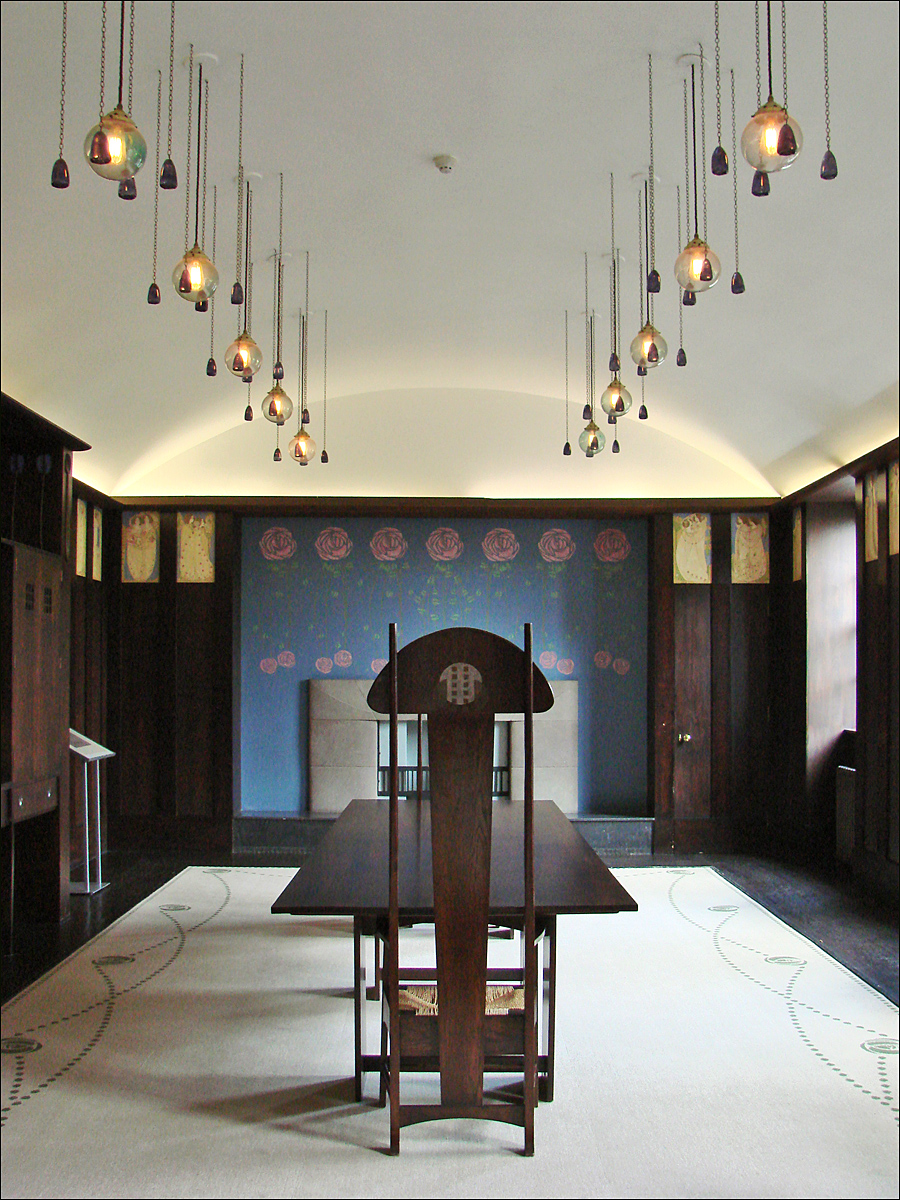
Їдальня, інтер'єр.  Будинок прихильників мистецтв, Глазго.